# Acanthurus leucosternon
Acanthurus leucosternon es un pez cirujano, de la familia de los Acantúridos. Su nombre común en inglés es powder blue tang, o cirujano azul cielo. Es quizás la especie más popular del género en acuariofilia.

## Morfología
Posee la morfología típica de su familia, cuerpo comprimido lateralmente y ovalado. La boca es pequeña, protráctil y situada en la parte inferior de la cabeza. El hocico es grande. Tiene 11 dientes en la mandíbula superior, y 12 dientes en la inferior, en un ejemplar de 173 mm; 9 espinas y 28 o 30 radios dorsales; 3 espinas y entre 23 y 26 radios anales y 16 radios pectorales.
Como todos los peces cirujano, de ahí les viene el nombre común, tiene 2 espinas extraíbles a cada lado de la aleta caudal; se supone que las usan para defenderse de otros peces.

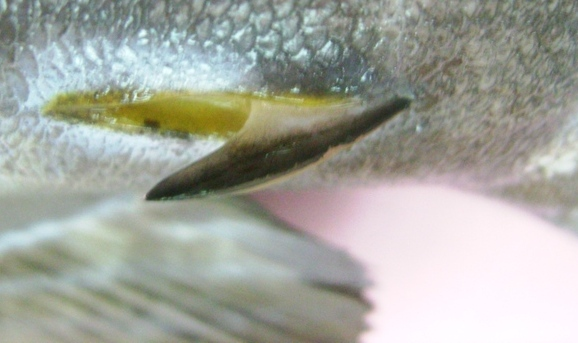
Espina caudal
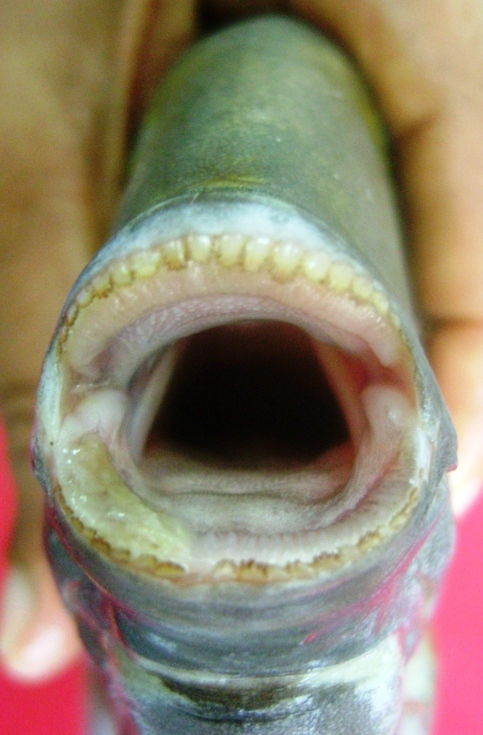
Boca y dientes de Acanthurus xanthopterus

Su coloración es azul cielo, con una mancha blanca en el pecho. Cabeza negra, con una amplia banda blanca desde la base de la aleta pectoral hasta la garganta. No tiene puntos distintivos ni banda blanca bajo los ojos. La aleta dorsal es de color amarilla, excepto el margen blanco y la línea submarginal negra. Las aletas anal y pélvicas son blancas. La aleta caudal es blanca, con una franja en la base y otra submarginal en el borde exterior negras.
Alcanza los 54 cm de largo.
Existe una variedad híbrida no descrita como especie denominada pez cirujano de garganta azul (Acanthurus cf leucosternon). Muchos especialistas especulan de que se trata de un cruce de forma estable con el Acanthurus nigricans. Se diferencia, entre otras particularidades, de la especie descrita por presentar la garganta o pecho de color azul.

## Hábitat y distribución
Es una especie bentopelágica. Suele verse en arrecifes coralinos soleados, de aguas claras e islas. Normalmente en arrecifes aplanados y a lo largo de laderas exteriores. Su rango de profundidad está entre 0 y 25 metros. Su rango de temperatura conocido es entre 23 y 28 °C. Ocurre en solitario o en grandes grupos para alimentarse.
Se distribuye en aguas tropicales del Océano Indo-Pacífico. Es especie nativa de Birmania, Bangladés, Cocos, Comoros, Islas Cook, India (Andaman Is., Nicobar Is.), Indonesia, Irán, Kenia, Madagascar, Maldivas, Mauricio, Mayotte, Mozambique, isla Navidad, Omán, Reunión, Seychelles, Somalia, Sri Lanka, Sudáfrica, Tailandia, Tanzania y Yemen.

## Alimentación
Se nutre principalmente de algas, tanto bénticas, como filamentosas creciendo en rocas y crestas de arrecife. También come fitoplancton.

## Reproducción
Son monógamos, ovíparos y de fertilización externa, desovando en parejas. No cuidan a sus crías. Las larvas pelágicas, llamadas Acronurus, evolucionan a juveniles cuando alcanzan aproximadamente los 6 cm. 
La especie pertenece al conjunto de A. achilles, junto a A. japonicus y A. nigricans, que tienen propensión a hibridar entre ellas cuando coinciden en el mismo hábitat.

## Galería

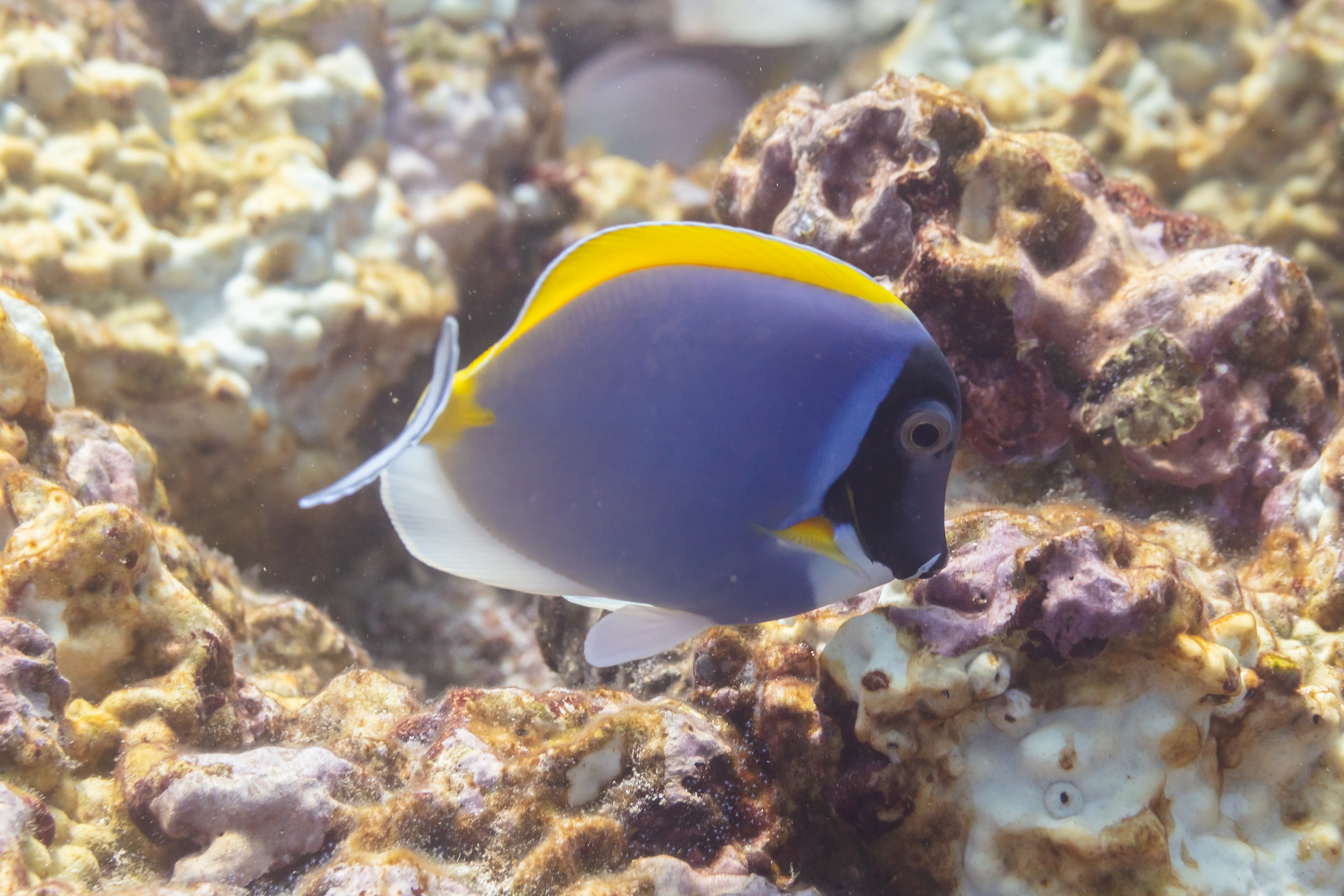
Ejemplar en Zanzíbar, Tanzania.
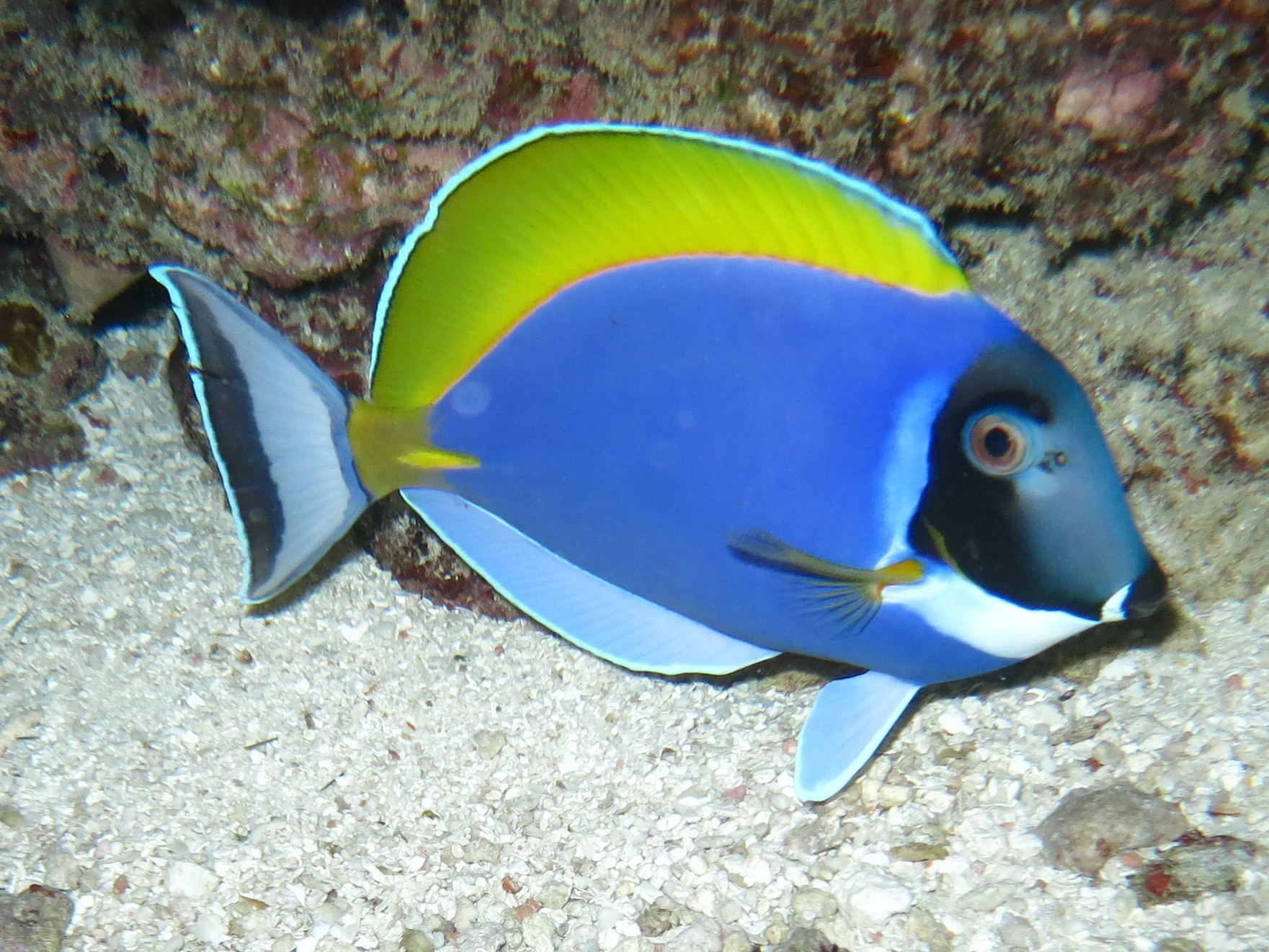
Con la aleta dorsal completamente erecta, en el atolón Baa.
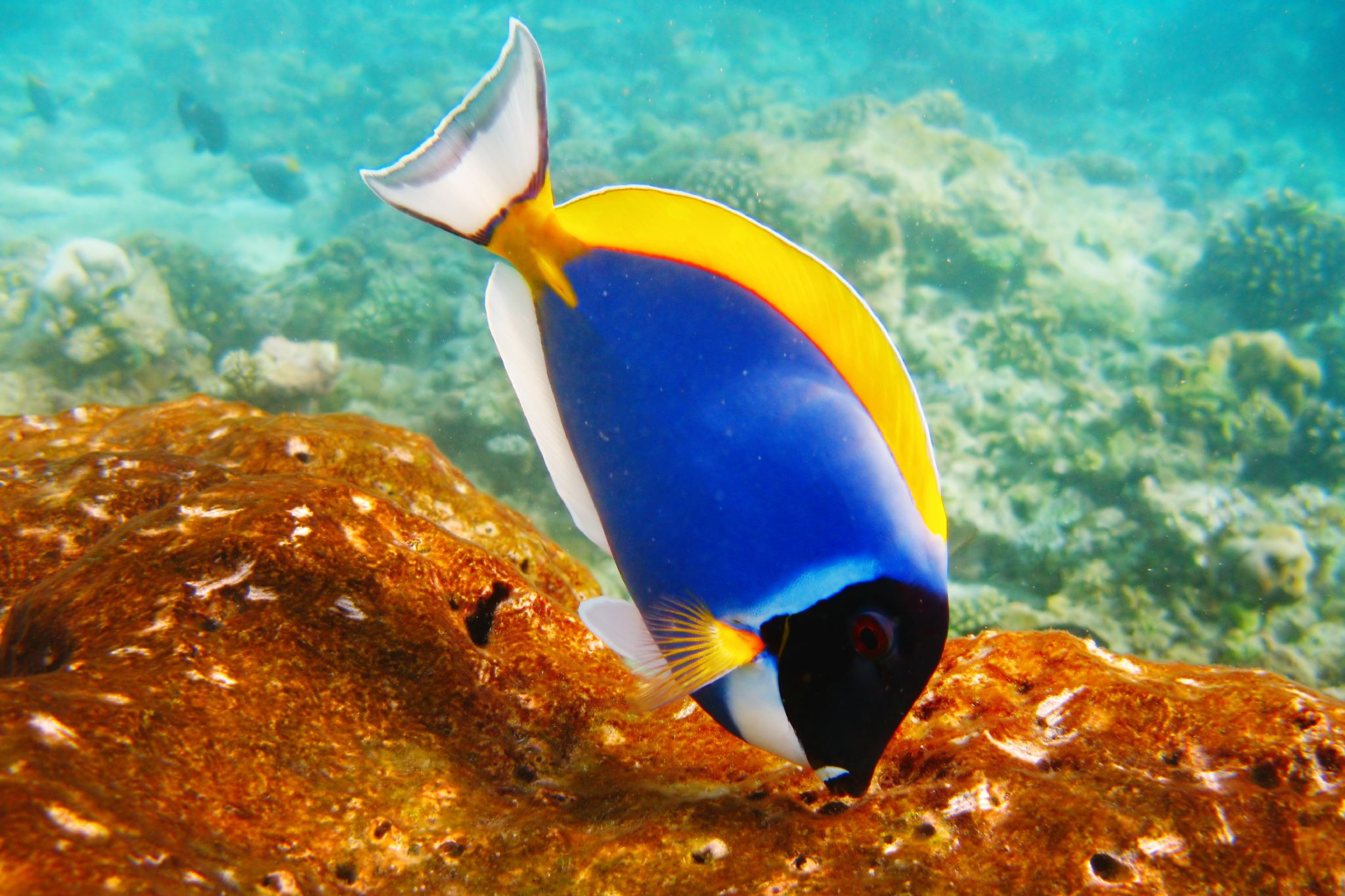
Alimentándose.
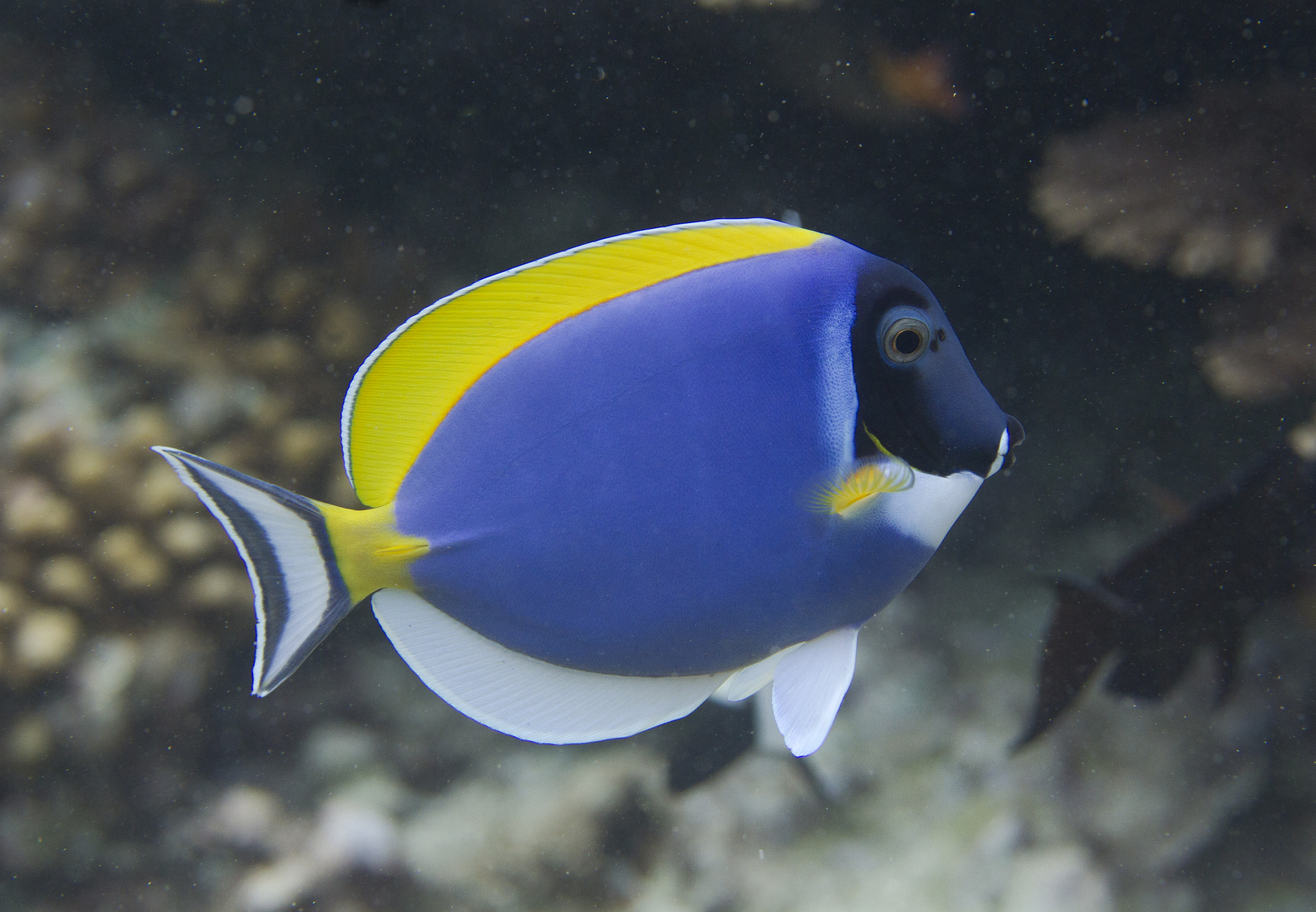
En la isla de Reunión.
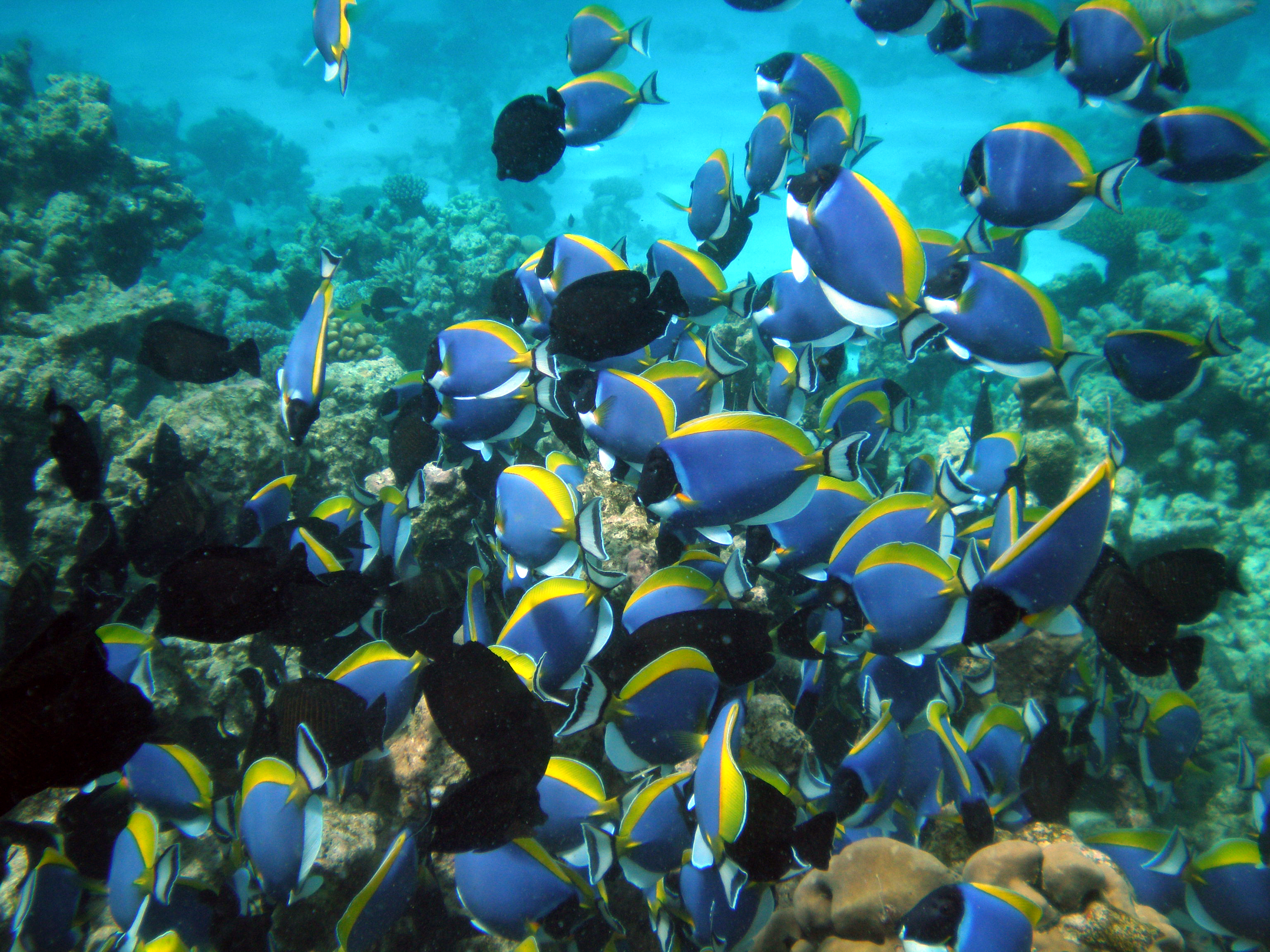
Cardumen en Maldivas.